# Мејаши
„Мејаши” је југословенска телевизијска серија снимљена 1970. године у продукцији ТВ Загреб.

## Епизоде
| Сезона | Епизода | Назив                    | Датум             |
| ------ | ------- | ------------------------ | ----------------- |
| 1      | 1       | Фалинга Имбре Пресветлог | 11.октобра 1970.  |
| 1      | 2       | Крчма Грозду             | 18.октобра 1970.  |
| 1      | 3       | Параде Мора Бити         | 25.октобра 1970.  |
| 1      | 4       | Ватрогасци               | 1.новембра 1970.  |
| 1      | 5       | Ћоприја                  | 8.новембра 1970.  |
| 1      | 6       | Поган                    | 15.новембра 1970. |

## Улоге
| Глумац                   | Улога                                   |
| ------------------------ | --------------------------------------- |
| Младен Шермент           | Имбра Грабарић - пресветли (6 еп. 1970) |
| Еуген Фрањковић          | Мартин Скворц - лакомица (6 еп. 1970)   |
| Звонимир Ференчић        | Франц Ожболт - цинобер (6 еп. 1970)     |
| Марија Алексић           | Цила Грабарић (6 еп. 1970)              |
| Санда Фидершег           | Гретица Скворц (6 еп. 1970)             |
| Марија Гемл              | Ката Озболт (6 еп. 1970)                |
| Мартин Сагнер            | Драшек Каталенић - „Дудек” (6 еп. 1970) |
| Смиљка Бенцет            | Рега Каталенић (6 еп. 1970)             |
| Љубица Драгић Стипановић | Верона - бабица (6 еп. 1970)            |
| Сунчана Пурец            | Ивка (5 еп. 1970)                       |
| Јулије Перлаки           | Штеф (4 еп. 1970)                       |
| Јожа Шеб                 | Шинтер „Чваркеш” (4 еп. 1970)           |
| Звонимир Торјанац        | Лугар „Цикач” (4 еп. 1970)              |
| Рикард Брзеска           | Габер Пожгај (4 еп. 1970)               |
| Људевит Галиц            | Фурдек (4 еп. 1970)                     |
| Аманд Аллигер            | Блаж (4 еп. 1970)                       |
| Дубравка Дежелић         | Жена 1 (4 еп. 1970)                     |
| Бисерка Алибеговић       | Жена 2 (4 еп. 1970)                     |
| Бранка Стрмац            | Жена 3 (4 еп. 1970)                     |

 Остале улоге ▼
| Глумац              | Улога                                  |
| ------------------- | -------------------------------------- |
| Владимир Леиб       | вујец Мишка - слатки (3 еп. 1970)      |
| Вера Орловић        | Сусједа 1 - Габерова жена (3 еп. 1970) |
| Зденка Трах         | Сусједа 2 (3 еп. 1970)                 |
| Стјепан Пепељњак    | Начек - курир (3 еп. 1970)             |
| Љерка Вуђан         | Снежана - конобарица (3 еп. 1970)      |
| Финка Павичић Будак | вујна Полона (2 еп. 1970)              |
| Маша Перенчевић     | Сусједа 3 (2 еп. 1970)                 |
| Младен Црнобрња     | Гомбек - крчмар (2 еп. 1970)           |
| Младен Керстнер     | Њемачки турист (2 еп. 1970)            |
| Добрила Бисер       | Мага - конобарица (1 еп. 1970)         |
| Мато Јелић          | Магин муж (1 еп. 1970)                 |
| Велимир Кековић     | Судац (1 еп. 1970)                     |
| Саша Биндер         | Адвокат 1 (1 еп. 1970)                 |
| Славица Јукић       | Крсна кума (1 еп. 1970)                |
| Људевит Геровац     | Адвокат 2 (1 еп. 1970)                 |
| Миро Шегрт          | Јоза - радник (1 еп. 1970)             |
| Босиљка Оман        | Дактилографкиња (1 еп. 1970)           |
| Адам Ведерњак       | Гашо - радник (1 еп. 1970)             |
| Енвер Џонлић        | Иво - радник (1 еп. 1970)              |
| Николај Поповић     | Помоћник суца (1 еп. 1970)             |
| Адела Ведерњак      | Ката - радница (1 еп. 1970)            |
| Томислав Липљин     | Конобар (1 еп. 1970)                   |
| Антониа Цутиц       | Роза - шинтерова жена (1 еп. 1970)     |

Комплетна ТВ екипа ▼
| Редитељ    | Иво Врбанић     | (непознат број епизода) |
| Сценариста | Младен Керстнер | (1 еп. 1970)            |